# Baron Furnivall

Ursprüngliches Familienwappen der Barone Furnivall

Baron Furnivall ist ein erblicher britischer Adelstitel in der Peerage of England.

## Verleihung
Der Titel wurde am 23. Juni 1295 von König Eduard I. für Sir Thomas de Furnivall geschaffen, indem dieser durch Writ of Summons ins Parlament berufen wurde. Als Barony by writ ist der Titel, wenn keine Söhne vorhanden sind, auch in weiblicher Linie vererbbar. Der 7. Baron erbte 1453 von seinem Vater John Talbot auch den Titel Earl of Shrewsbury, der diesem 1442 verliehen worden war. Beim Tod seines Nachfahren, des 7. Earls, am 8. Mai 1616 erlosch das Earldom mangels eines männlichen Erben, die Baronie fiel in Abeyance zwischen dessen drei Töchtern Mary Herbert, Countess of Pembroke († 1649), Elizabeth Grey, Countess of Kent († 1651) und Alethea Howard, Countess of Arundel († 1654). Als 1651 die ersteren beiden ohne Nachkommen gestorben waren, wurde die Baronie am 7. Dezember 1651 für die Letztere als 13. Baroness wiederhergestellt.
Deren Enkel, der spätere 14. Baron, hatte 1652 von seinem Vater auch die Titel 23. Earl of Arundel, 6. Earl of Surrey und 3. Earl of Norfolk geerbt und erwirkte 1660 auch die Wiederherstellung des Titel 5. Duke of Norfolk zu seinen Gunsten. Beim kinderlosen Tod von dessen Nachfahren, dem 9. Duke, fielen das Dukedom und die Earldoms an seinen nächsten männlichen Verwandten Charles Howard (1720–1786) als 10. Duke, während die Baronie Furnivall in Abeyance zwischen den beiden Töchtern von dessen Bruder Philip Howard, nämlich Winifrede, Lady Stourton, und Anne, Lady Petre.
Letztere war die Ur-urgroßmutter des Bernard Petre, 14. Baron Petre, für dessen einzige Tochter Mary Dent der Titel 1913 als 19. Baroness Furnivall wiederhergestellt wurde. Da sie keine Söhne hatte fiel der Titel bei ihrem Tod am 24. Dezember 1968 erneut in Abeyance zwischen ihren beiden Töchtern Rosamond Dent (* 1933) und Patricia Mary Bence (* 1935). Da Rosamond Dent als Nonne keine Erben hat, wird der Titel mit ihrem Tod voraussichtlich an Patricia Mary Bence bzw. an deren ältesten Sohn, Francis Walton Petre Hornsby (* 1958), fallen.

## Liste der Barone Furnivall (1295)
- Thomas de Furnivall, 1. Baron Furnivall († 1332)
- Thomas de Furnivall, 2. Baron Furnivall (1301–1339)
- Thomas de Furnivall, 3. Baron Furnivall (1322–1364)
- William de Furnivall, 4. Baron Furnivall († 1383)
- Joan de Furnivall, 5. Baroness Furnivall (1369–1395), ⚭ Thomas Neville, de iure uxoris 5. Baron Furnivall († 1407)
- Maud Neville, 6. Baroness Furnivall († vor 1425), ⚭ John Talbot, de iure uxoris 6. Baron Furnivall (1384–1453)
- John Talbot, 2. Earl of Shrewsbury, 7. Baron Furnivall (1413–1460)
- John Talbot, 3. Earl of Shrewsbury, 8. Baron Furnivall (1448–1473)
- George Talbot, 4. Earl of Shrewsbury, 9. Baron Furnivall (1468–1538)
- Francis Talbot, 5. Earl of Shrewsbury, 10. Baron Furnivall (1500–1560)
- George Talbot, 6. Earl of Shrewsbury, 11. Baron Furnivall (1522–1590)
- Gilbert Talbot, 7. Earl of Shrewsbury, 12. Baron Furnivall (1552–1616) (Titel abeyant 1616)

- Alethea Howard, 13. Baroness Furnivall († 1654) (Abeyance beendet 1651)
- Thomas Howard, 5. Duke of Norfolk, 14. Baron Furnivall (1627–1677)
- Henry Howard, 6. Duke of Norfolk, 15. Baron Furnivall (1628–1684)
- Henry Howard, 7. Duke of Norfolk, 16. Baron Furnivall (1655–1701)
- Thomas Howard, 8. Duke of Norfolk, 17. Baron Furnivall (1683–1732)
- Edward Howard, 9. Duke of Norfolk, 18. Baron Furnivall (1685–1777) (Titel abeyant 1777)

- Mary Frances Katherine Dent, 19. Baroness Furnivall (1900–1968) (Abeyance beendet 1913, Titel abeyant 1968)